# Kaweah
La Kaweah est une rivière américaine d'une longueur de 94 km qui coule dans le comté de Tulare en Californie. Elle se termine dans le bassin endoréique du lac Tulare.

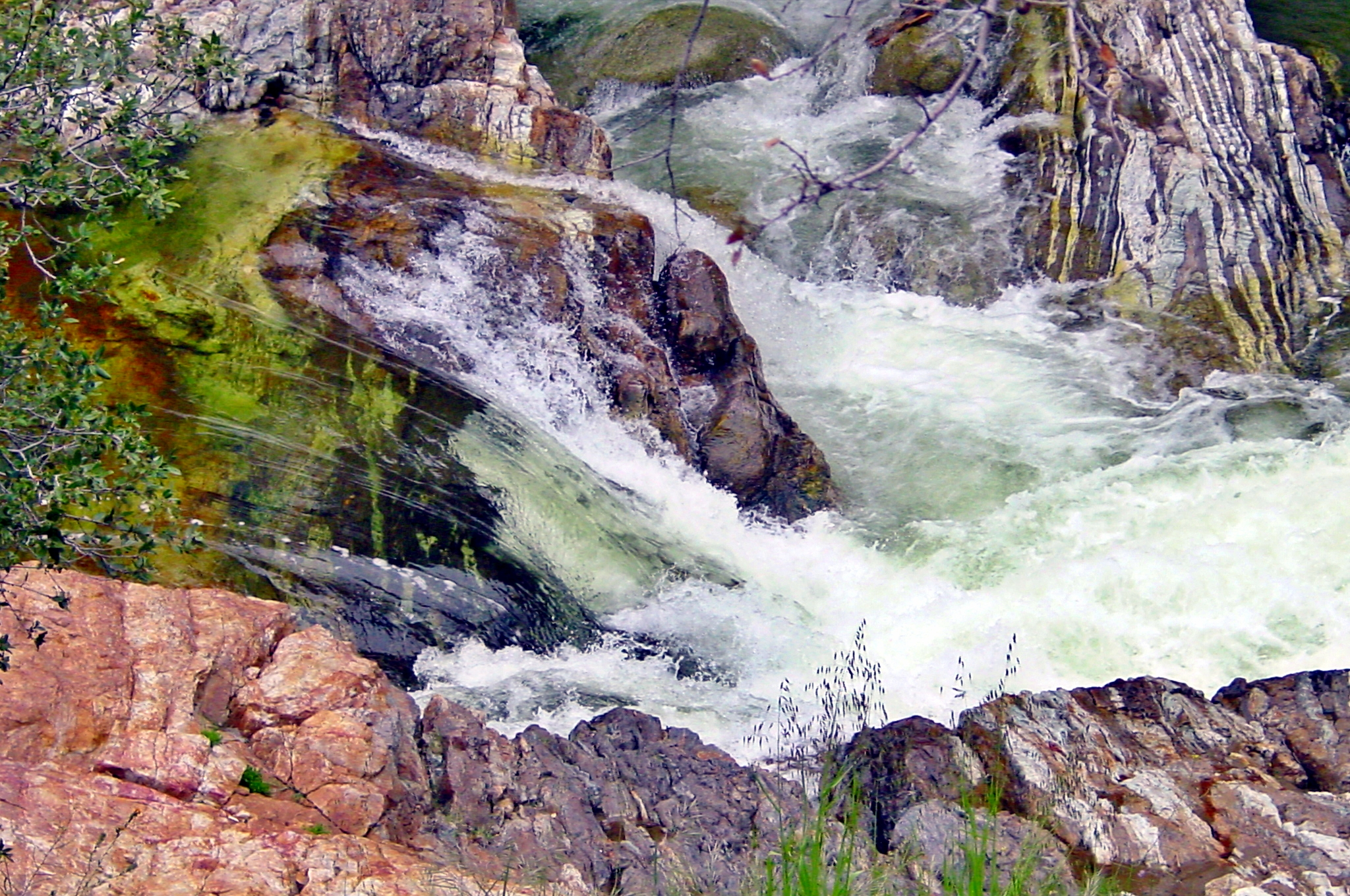
La Kaweah.
Le Pumpkin Hollow Bridge, pont sur la Kaweah à Three Rivers.

## Source de la traduction
- (en) Cet article est partiellement ou en totalité issu de l’article de Wikipédia en anglais intitulé « Kaweah River » (voir la liste des auteurs).